# Кубок африканських націй 1978
Кубок африканських націй 1978 року — 11-та континентальна футбольна першість, організована Африканською конфедерацією футболу. Змагання проходили з 5 по 16 березня 1978 року у Гані. Всього було зіграно 16 матчів, в яких забито 38 м’ячів (в середньому 2,38 м’яча за матч). Збірна Гани втретє стала чемпіоном Африки, подолавши у фінальному матчі збірну Уганди з рахунком 2:0.

## Учасники
За результатами кваліфікації місце у фінальному розіграші здобули такі команди (число в дужках показує вкотре команда брала участь у фінальному турнірі африканської першості):
- Гана (5) — кваліфікована автоматично як господар.
- Уганда (5)
- Туніс (4)
- Конго (3)
- Марокко (3) — кваліфікована автоматично як діючий чемпіон.
- Нігерія (3)
- Замбія (2)
- Верхня Вольта (1)

## Груповий етап

### Група A
|               |   |   |   |   |    |    |   |
| Команда       | І | В | Н | П | МЗ | МП | О |
| Гана          | 3 | 2 | 1 | 0 | 6  | 2  | 5 |
| Нігерія       | 3 | 1 | 2 | 0 | 5  | 3  | 4 |
| Замбія        | 3 | 1 | 1 | 1 | 3  | 2  | 3 |
| Верхня Вольта | 3 | 0 | 0 | 3 | 2  | 9  | 0 |
|               |   |   |   |   |    |    |   |

| Результати      |                  |         |           |               |
| Дата            | Місце проведення |         | Результат |               |
| 5 березня 1978  | Аккра            | Гана    | 2:1       | Замбія        |
| 5 березня 1978  | Аккра            | Нігерія | 4:2       | Верхня Вольта |
| 8 березня 1978  | Аккра            | Замбія  | 2:0       | Верхня Вольта |
| 8 березня 1978  | Аккра            | Нігерія | 1:1       | Гана          |
| 10 березня 1978 | Аккра            | Замбія  | 0:0       | Нігерія       |
| 10 березня 1978 | Аккра            | Гана    | 3:0       | Верхня Вольта |
|                 |                  |         |           |               |

### Група B
|         |   |   |   |   |    |    |   |
| Команда | І | В | Н | П | МЗ | МП | О |
| Уганда  | 3 | 2 | 0 | 1 | 7  | 4  | 4 |
| Туніс   | 3 | 1 | 2 | 0 | 4  | 2  | 4 |
| Марокко | 3 | 1 | 1 | 1 | 2  | 4  | 3 |
| Конго   | 3 | 0 | 1 | 2 | 1  | 4  | 1 |
|         |   |   |   |   |    |    |   |

| Результати      |                  |         |           |         |
| Дата            | Місце проведення |         | Результат |         |
| 6 березня 1978  | Кумасі           | Марокко | 1:1       | Туніс   |
| 6 березня 1978  | Кумасі           | Уганда  | 3:1       | Конго   |
| 9 березня 1978  | Кумасі           | Туніс   | 3:1       | Уганда  |
| 9 березня 1978  | Кумасі           | Марокко | 1:0       | Конго   |
| 11 березня 1978 | Кумасі           | Конго   | 0:0       | Туніс   |
| 11 березня 1978 | Кумасі           | Уганда  | 3:0       | Марокко |
|                 |                  |         |           |         |